# Megascelis yepezi
Megascelis yepezi là một loài bọ cánh cứng trong họ Chrysomelidae. Loài này được Tiape Gomez & Savini miêu tả khoa học năm 2001.